# Phạm Bằng
Phạm Bằng (1931 – 2016), tên đầy đủ là Phạm Văn Bằng, là một nghệ sĩ sân khấu, hài kịch và truyền hình của Việt Nam. Ông được phong danh hiệu Nghệ sĩ ưu tú. Ông nổi tiếng qua nhiều vai hài trong chương trình Gặp nhau cuối tuần của VTV3  và loạt phim hài Tết "Chôn nhời" do Công ty cổ phần Nghe nhìn Thăng Long thực hiện.
Ông qua đời vào 20 giờ ngày 31 tháng 10 năm 2016 sau một thời gian chống chọi với căn bệnh ung thư gan, hưởng thọ 85 tuổi.

## Sự nghiệp
Phạm Bằng sinh 1931 tại Hà Nội.. Bố ông mất sớm để lại người vợ góa 24 tuổi cùng ba người con. Mẹ ông ở vậy nuôi chị em ông khôn lớn. Mẹ ông không muốn ông theo nghề kịch. Khi biết ông lựa chọn nghề diễn viên cho con đường sống và mưu sinh của mình, mẹ ông dứt khoát không đồng ý. Phạm Bằng chưa bao giờ thấy mẹ vui, không bao giờ bà khen ngợi và cũng không mong bà đến rạp để xem mình biểu diễn.
Năm 1955, Phạm Bằng trở thành sinh viên Trường Cao đẳng Giao thông Công chính. Trong quá trình học ở trường, theo lời lôi kéo, rủ rê của bạn bè, ông cũng tham gia đóng vài vở kịch. Năm 1956, đang học năm thứ hai trường Cao đẳng Giao thông công chính, Phạm Bằng phải nghỉ học. Ông rời trường trong hoàn cảnh hết sức khó khăn: gia đình của ông thuộc diện tư sản cần cải tạo.
Năm 1959, Phạm Bằng tham gia đoàn kịch nghiệp dư của nhà thơ Hoàng Cầm, nhà văn Nguyễn Huy Tưởng. Đoàn kịch định dựng vở "Vũ Như Tô" nhưng không thành. Cũng trong năm đó, Nhà nước tuyển sinh cho đoàn văn công Hà Nội, đồng thời, mở trường Đại học Sân khấu khóa I. Phạm Bằng được tuyển cả hai nơi. Khác với một số người bạn của mình trở thành sinh viên trường Sân khấu, Phạm Bằng lựa chọn con đường vào đoàn văn công Hà Nội, bởi theo ông: "Vào văn công vừa được học, vừa được diễn, lại vừa có thêm tiền phụ giúp gia đình trong khi vào trường Sân khấu phải trả tiền học phí. Tôi không còn lựa chọn nào khác hơn. Thời kì ấy, gia đình tôi quá nghèo khó, mặt khác tôi lấy vợ trong khi chưa có việc làm". Tháng 12 năm 1959, Phạm Bằng tham gia vào Đoàn văn công Hà Nội. Đó là một đoàn tổng hợp các loại hình, từ ca nhạc, múa, kịch nói, cải lương đến chèo, xiếc.
Năm 1964, đoàn kịch Hà Nội cùng các đoàn cải lương, đoàn chèo,... được tách ra và bắt đầu đời sống riêng của mình. Tại đoàn kịch Hà Nội, đạo diễn Nguyễn Đình Nghi mời Phạm Bằng tham gia các vở diễn. Ông bắt đầu nổi tiếng với các vai phản diện. Sau đó, đạo diễn Trần Hoạt bắt đầu làm một vài tác phẩm kịch hài. Hài đưa vào cuộc sống một cách bình dị nhưng không kém phần sâu sắc. Phạm Bằng cũng tham gia một vài tiết mục. Lời của đạo diễn Nguyễn Đình Nghi về nghề diễn hài làm Phạm Bằng thấy rất đúng để rồi trở thành tâm niệm: "Những người đóng vai bi thì đóng vai hài rất giỏi".
Cuối năm 1974, đầu 1975, Phạm Bằng chuyển sang đoàn kịch nói Trung ương. Giáo sư Đình Quang là người phát hiện ra khả năng đóng vai hài của ông, còn thầy Trần Hoạt thì nhận xét: "Tương lai cậu đóng vai hài giỏi. Khiếu hài là khiếu trời cho, không thể mở lớp diễn viên hài, nhưng các diễn viên hài phải có trình độ văn hóa cao, sâu và tư duy vững". Phạm Bằng tâm sự: "Chỉ đọc mỗi phần diễn của mình thì làm sao nắm bắt được các mối liên hệ nhân vật trong vở kịch được. Riêng tôi từ trước đến nay luôn phải đọc trọn kịch bản, rồi mới yên tâm diễn". Hơn chục năm từ khi vào nghề, cuộc sống của Phạm Bằng rất vất vả.
Sau khi "đứng vững" trên sân khấu, Phạm Bằng truyền nghề diễn chính kịch bằng việc dạy dỗ một số anh em cùng đoàn.
Chương trình Gặp nhau cuối tuần là nơi thực sự đưa nghệ sĩ Phạm Bằng đến với công chúng một cách sâu rộng. Từ năm 2006 đến 2010, nghệ sĩ Phạm Bằng đi diễn liên tục.
Ông còn được người hâm mộ nhớ đến bởi quán bánh trôi Tàu ở 30 Hàng Giầy, Hà Nội. Tuy nhiên do đợt ốm trong khoảng thời gian 2012 – 2013, quán tạm thời đóng cửa. Ngày 28/11/2017, sau 5 năm, quán được mở cửa trở lại bởi con trai út của ông.

## Các phim đã tham gia
| Năm  | Tựa đề                      | Vai diễn        | Đạo diễn                         | Định dạng            |
| ---- | --------------------------- | --------------- | -------------------------------- | -------------------- |
| 1996 | Đông Ki ra thành phố        | Bác sĩ Tùng     | NSƯT Lê Đức Tiến                 | Điện ảnh truyền hình |
| 1997 | Một chuyến thăm quê         | Bác Cả          | Trần Hoàng                       | Điện ảnh truyền hình |
| 1997 | Chuyện vặt gia đình         |                 | Trịnh Lê Văn                     | Điện ảnh truyền hình |
| 1997 | Những giấc mơ bằng giấy     | Ông Vượng       | NSND Khải Hưng                   | Điện ảnh truyền hình |
| 1997 | Bong bóng lên trời          |                 | Đỗ Chí Hướng                     | Điện ảnh truyền hình |
| 1997 | Điều không nhận thấy        | Ông Vĩnh        | Vũ Minh Trí                      | Điện ảnh truyền hình |
| 1997 | Tứ tử trình làng            |                 | Nguyễn Hữu Luyện                 | Ngắn tập             |
| 1997 | Chuyện đời thường           |                 | Phó Bá Nam                       | Ngắn tập             |
| 1998 | Dời nhà lên phố             |                 | NSƯT Nguyễn Danh Dũng            | Điện ảnh truyền hình |
| 1998 | Khát vọng xanh              |                 | Lê Cường Việt                    | Điện ảnh truyền hình |
| 1999 | Hoa trạng nguyên            |                 | Đỗ Chí Hướng                     | Điện ảnh truyền hình |
| 1999 | Ván cờ                      |                 | Nguyễn Hữu Trọng                 | Điện ảnh truyền hình |
| 1999 | Công việc đặc biệt          | Lý              | Triệu Tuấn                       | Điện ảnh truyền hình |
| 1999 | Ranh giới mong manh         |                 | Vũ Minh Trí                      | Điện ảnh truyền hình |
| 1999 | Vui buồn sau lũy tre        | Ông Vấn         | NSND Bạch Diệp                   | Ngắn tập             |
| 1999 | Nắng hoàng hôn              | Ông Nghiêm      | NSND Trọng Trinh                 | Điện ảnh truyền hình |
| 1999 | Quà biếu phiêu lưu ký       |                 |                                  | Điện ảnh truyền hình |
| 2000 | Công ty "Co giãn mênh mông" |                 | Đỗ Minh Tuấn                     | Ngắn tập             |
| 2000 | Chuyện thầy tôi             |                 | Đỗ Chí Hướng                     | Điện ảnh truyền hình |
| 2000 | Hoàng hôn xanh              |                 | Nguyễn Hữu Luyện                 | Điện ảnh truyền hình |
| 2001 | Nghệ sĩ giải hạn            | Trần Quýt       | Nguyễn Anh Tuấn                  | Điện ảnh truyền hình |
| 2001 | Không giống ai              | Ông Hoành       | NSND Nguyễn Hữu Phần             | Điện ảnh truyền hình |
| 2001 | Kẻ không cầu may            | Ông Hội         | NSND Bạch Diệp                   | Ngắn tập             |
| 2001 | Ngày hè sôi động            | Tổng biên tập   | NSND Trọng Trinh                 | Ngắn tập             |
| 2002 | Chớm nắng                   | Ông Sâm         | Vũ Minh Trí                      | Ngắn tập             |
| 2003 | Người thừa của dòng họ      |                 | Nguyễn Hữu Trọng, Trịnh Lê Phong | Ngắn tập             |
| 2004 | Lấy vợ cho sếp              | Giám đốc Lê Cao | Nguyễn Anh Tuấn                  | Điện ảnh truyền hình |

## Qua đời và lễ tang
Ông qua đời lúc 20h ngày 31/10/2016 tại Bệnh viện Hồng Ngọc, Hà Nội, chưa lâu sau lễ mừng thọ 85 tuổi.
Lễ tang dành cho ông được tổ chức theo nghi thức thông thường và chỉ trong ngày 04 tháng 11 năm 2016. Lễ viếng tổ chức vào 12 giờ 30 phút tại nhà tang lễ Quốc gia, Hà Nội, lễ truy điệu tổ chức vào 14 giờ cùng ngày, sau đó thể theo di nguyện của ông và ý nguyện của gia đình thì ông hiện đã được an táng ngay tại đài hoá thân Hoàn Vũ, Hà Nội.

## Gia đình
Vợ Phạm Bằng kém ông 8 tuổi, mất năm 2003. Ông cho rằng bà góp 98% vào thành công của mình. Sau khi bà mất, ông bị khủng hoảng tinh thần một thời gian. Ông bà có bốn người con: ba người con gái và con trai út. Hai người con trưởng thành đã đi xa mỗi người một phương, những năm cuối đời ông sống với con gái thứ ba chưa chồng.

## Câu nói
"... bản thân tôi lại không bao giờ nghĩ mình sẽ làm nghề này trong khi ngồi trên ghế nhà trường. Tất cả là do ngoại cảnh tác động".
"Tôi thường trở về nhà với nỗi cô đơn"
"Với tôi tất cả những gì thuộc về 'ngày xưa' đều đẹp đến khắc khoải. Nếu được chọn tôi muốn được sống như ngày xưa, phố phường đẹp, con người đẹp, làm gì cũng hết mình. Và 'ngày xưa' của tôi còn là một gia đình với đầy đủ thành viên."